# ZU-23-2
Le ZU-23-2 ou ZU-23 (Zenitnaya Ustanovka, Зенитная Установка) est un canon antiaérien soviétique de 23 mm.
Entré en service dans l'armée soviétique en 1960, le ZU-23-2 a été largement exporté à travers le monde et a connu une variété de conflits.

## Historique

### Développement

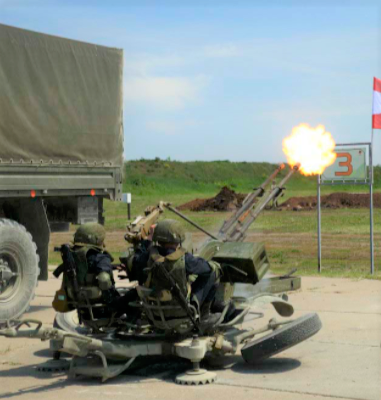
Une salve du canon antiaérien ZU-23.

Le ZU-23-2 a été développé à la fin des années 1950, dans le but de détruire des cibles volant à basse altitude avec une portée de 2,5 km ou des véhicules blindés à 2 km. Parmi les prototypes présentés en 1955, le ZU-1 présentait un seul tube quand le ZU-14 en utilisait deux. Ce dernier a été choisi, et après quelques modifications, produit en série.

### Production
140 000 exemplaires ont été produits en URSS, mais des versions sous licence ont été fabriquées en Bulgarie, Égypte (Nile 23 et Sinai 23), Iran (dont le Mesbah 1 (en) exatubes), Pologne, Tchéquie (ZU-23-2M2 Vlara) et République populaire de Chine (types 80 et 87).

### Postérité
Le ZSU-23-4 Chilka dispose de 4 tubes et est autotracté car monté sur un châssis de véhicule. Il est utilisé par beaucoup d'armées en étant monté sur différents types de véhicules notamment civils. Sa faible masse et taille lui permettent d'être installé sur presque tous les types de véhicules assez robustes pour l’accueillir. On le retrouve généralement sur des camions ou pick-ups, mais il a été adapté pour des véhicules blindés également comme le MT-LB ou BTR-MD. 

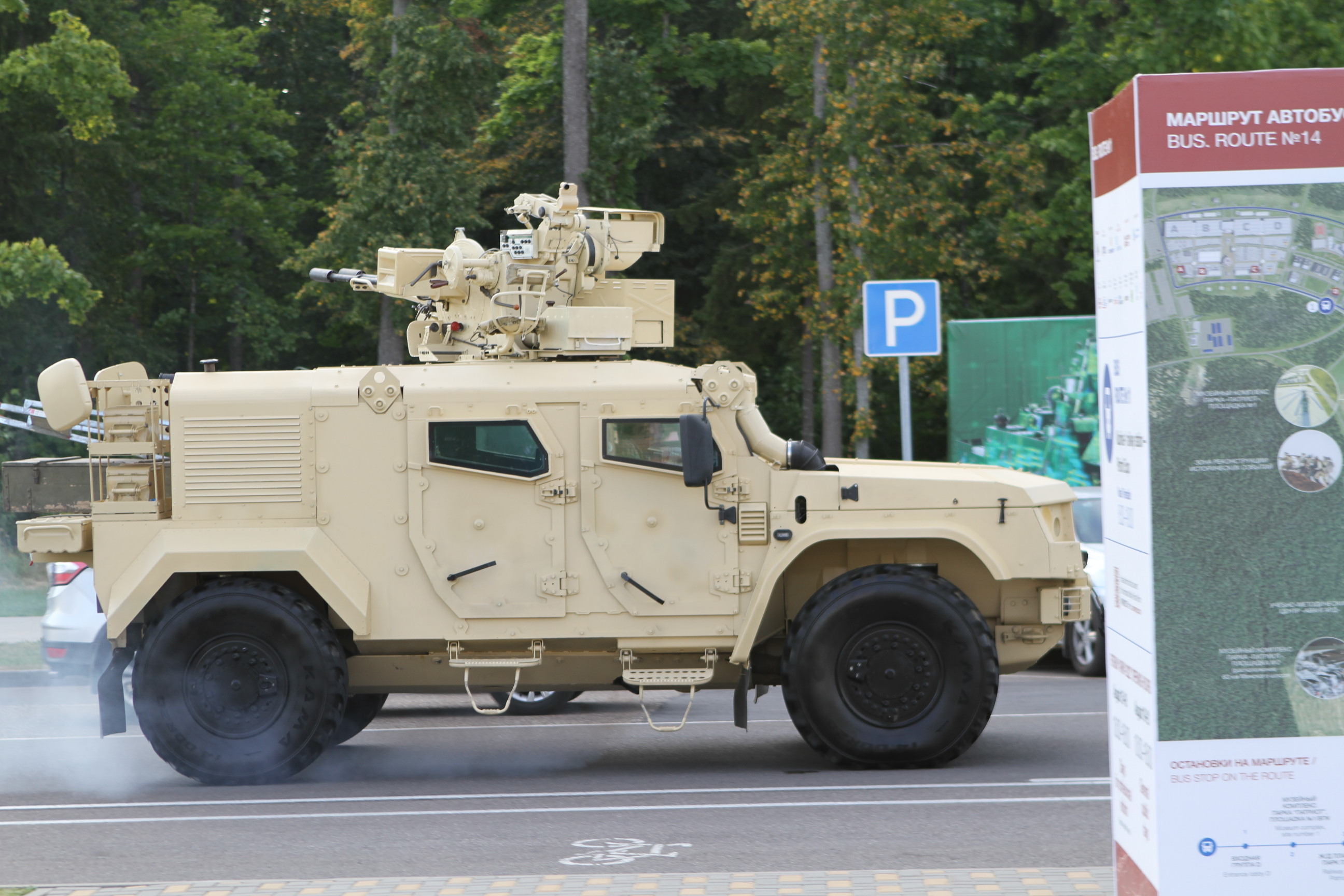
Un ZU-23 monté sur un KamAZ Typhoon en 2022.

La Russie a présenté une amélioration de ce système installé sur un toit de KamAZ Typhoon 4x4. L'arme a été considérablement modifiée : elle est entièrement téléopérée et elle est équipée de deux MANPADS Igla ou Verba. Plusieurs modernisations ont été tentées : les principaux changements se font au niveau du système de visée  avec des stations optoélectroniques dotées de canaux de télémètre jour, nuit et laser. De tels dispositifs de visée sont synchronisés avec des systèmes de contrôle numérique, notamment un ordinateur balistique, un suivi automatique de la cible, un moniteur pour l'émission de signaux et de données vidéo... Un autre gros point d'améliorations se situe autour de l'installation de commande électrique pour le maniement du canon ; auparavant l'opérateur devait le faire lui-même ce qui était long et peu efficace contre des cibles ayant de grandes vitesses.
Malgré son âge, il reste un canon antiaérien courte portée très efficace qui est également très efficace en antipersonnel lors de combats urbains. Même si son utilisation commençait à s'étioler auprès des armées modernes il se retrouve sur le devant de la scène en 2022 avec le début de la guerre en Ukraine. Particulièrement efficace pour lutter contre les drones le ZU-23 est remis en service en quantité par les deux camps afin de protéger les deux pays contre les attaques de drones à longue distance visant les infrastructures stratégiques. Les ZU-23 sont installés à l'arrière d'un camion pour leur permettre de se déployer rapidement n'importe où dans le pays, ils sont souvent accompagnés d'autres unités antiaériennes légères comme des KPV montés à l'arrière de pick-ups ou alors des unités de guerre électronique. Afin de lutter contre les vagues de drones, l'artillerie antiaérienne est un des moyens les plus efficaces car elle très peu onéreuse comparé aux missiles antiaériens qui peuvent coûter plusieurs dizaines, voire centaines de milliers d'euros.

#### ZAK-23E
Au forum Army 2023 la Russie a présenté un prototype d'un nouveau véhicule antiaérien équipé de deux canons 2A7M basé sur un châssis de BTR-82.

## Description
Initialement le ZU-23-2 dispose de deux canons rayés 2A14 de 23 mm couplés sur une plate-forme à roues. Au moins quatre améliorations de ce canon ont été effectuées pendant la guerre froide et en 2024 la plupart des ZU-23 en service dans l'armée russe sont équipés des canons 2A14M et 2A7M. En position de tir, les roues sont repliées, et le passage d'une position à l'autre prend moins de 30 secondes. Il est cependant possible de tirer sur roues en cas d'urgence.

### Optiques et visée
Le ZAP-23 est utilisé pour la visée, l'opérateur doit rentrer manuellement les données de la cible. Ce viseur ne peut fonctionner que le jour et oblige l'opérateur a effectuer beaucoup de calculs pour déterminer la distance et la vitesse de la cible.

### Canons
Un canon surchauffe après avoir tiré environ 100 munitions, et chaque ZU-32-2 est normalement fourni avec deux canons de rechange. Des poignées sont installés sur les canons pour pouvoir les changer plus facilement et pour éviter aux soldats de se bruler les mains.
Les munitions sont alimentées par un tapis roulant à partir de deux chargeurs. Chacune des caisses de munitions est située sur le côté des canons et chacune transporte 50 cartouches. Le ZPU est capable d'atteindre des angles d'élévation très important à +90° et jusqu'à -10°.
La société Tulamashzavod propose de remplacer les tubes 2A14 par des 2A14M permettant une durée de vie totale de 10 000 munitions tirées, au lieu de 8 000.

## Munitions
Les munitions utilisées sont de calibre 23 × 152B, le même que celui du canon pour Volkov-Yartsev VYa-23 (en) utilisé par l'Iliouchine Il-2. Cependant les munitions ne sont pas interchangeables.
| Appellation | Type   | Masse du projectile [g] | Charge explosive [g] | Vitesse de sortie du canon [m/s] | Description |
| ----------- | ------ | ----------------------- | -------------------- | -------------------------------- | --- |
| BZT         | API    | 190                     | ?                    | 970                              | enveloppe en acier comportant une charge incendiaire . Perce 15 mm de BHL à 1 000 m de portée, sous un angle de 30°, et brûle 5 secondes. |
| OFZ         | HE     | 184                     | 19                   | 980                              | Fragmentation, avec mécanisme d'autodestruction                                                                                           |
| OFZT        | HE-T   | 188                     | 13                   | 980                              | Traceuse et fragmentation |
| APDS-T      | APDS-T | 103                     | aucune               | 1220                             | version polonaise, anti-blindage et traceuse. Perce 30 mm de BHL à 100 m et 30 degrés. Durée de brûlure de 2,5 s                          |

En Bulgarie, c'est la société ARCUS Co. qui produit les munitions pour les variantes 2A7 et 2A14.

## Pays utilisateurs

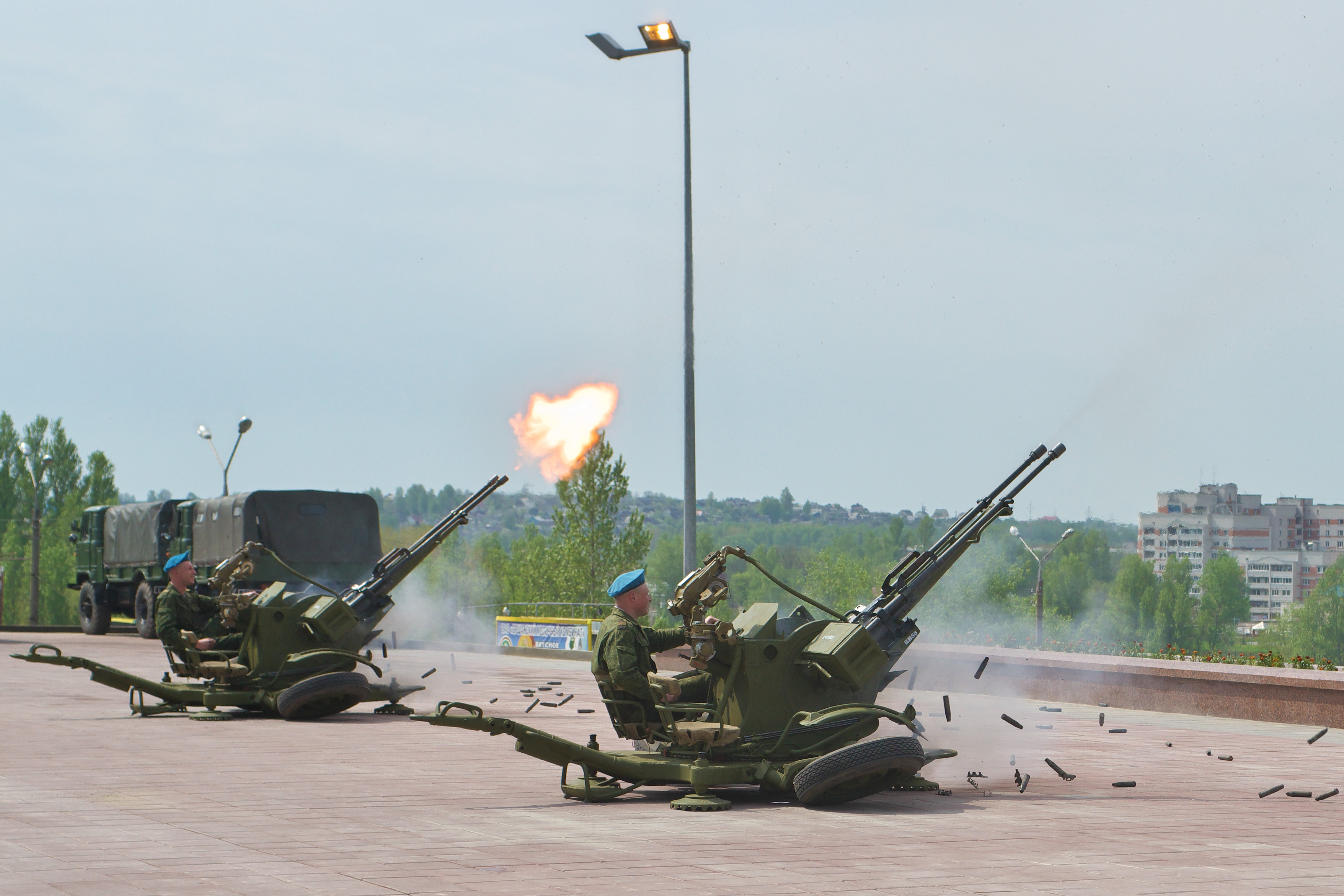
ZU-23-2 biélorusses.

| - Afghanistan : 5 000 en service - Algérie : 60 en service - Arménie - Azerbaïdjan - Bangladesh - Biélorussie - Bosnie-Herzégovine - Bulgarie : 128 en service - Cambodge - Cap-Vert : 8 en service - Chine (Type 80, Type 87) - Chypre - Côte d'Ivoire - Cuba - Djibouti - Équateur (Type 80) - Égypte : 220 en service (Nile 23 et Sinai 23), 650 améliorés avec un guidage radar - Estonie : 198 en service - Éthiopie : 10 en service - Finlande : 1 100 en service | - Gabon : 24 en service - Géorgie : 200 en service - Grèce : 523 en service - Guinée-Bissau : 16 en service - Inde : 800 en service - Indonésie - Irak - Iran - Israël : capturés pendant les guerres israélo-arabes - Hongrie - Laos : 2 en service - Lettonie - Liban - Libye : 450 en service - Mali - Maroc : 160 en service - Moldavie - Mongolie - Mozambique : 150 en service | - Birmanie : 380 en service (Type 87) - Nicaragua : 20 en service - Nigeria : 20 en service - Ouganda : 5 en service - Pakistan : 5 200 en service - Pérou : 230 en service - Pologne : 444 en service + versions navales - Russie - Sahara occidental : 50 en service - Sri Lanka - Syrie - Tanzanie : 40 en service - Ukraine - Venezuela : 250 ZU-23M1 en service - Vietnam - Yémen : 200 en service - Zimbabwe : 5 en service |

## Anciens pays utilisateurs
- Allemagne de l'Est
- Union soviétique : 140 000 exemplaires, partagés entre les États successeurs
- Rhodésie : 12 livrés à la guérilla de la ZIPRA par l'URSS pendant la guerre du Bush de Rhodésie du Sud

## Le ZU-23-2 dans l'histoire militaire

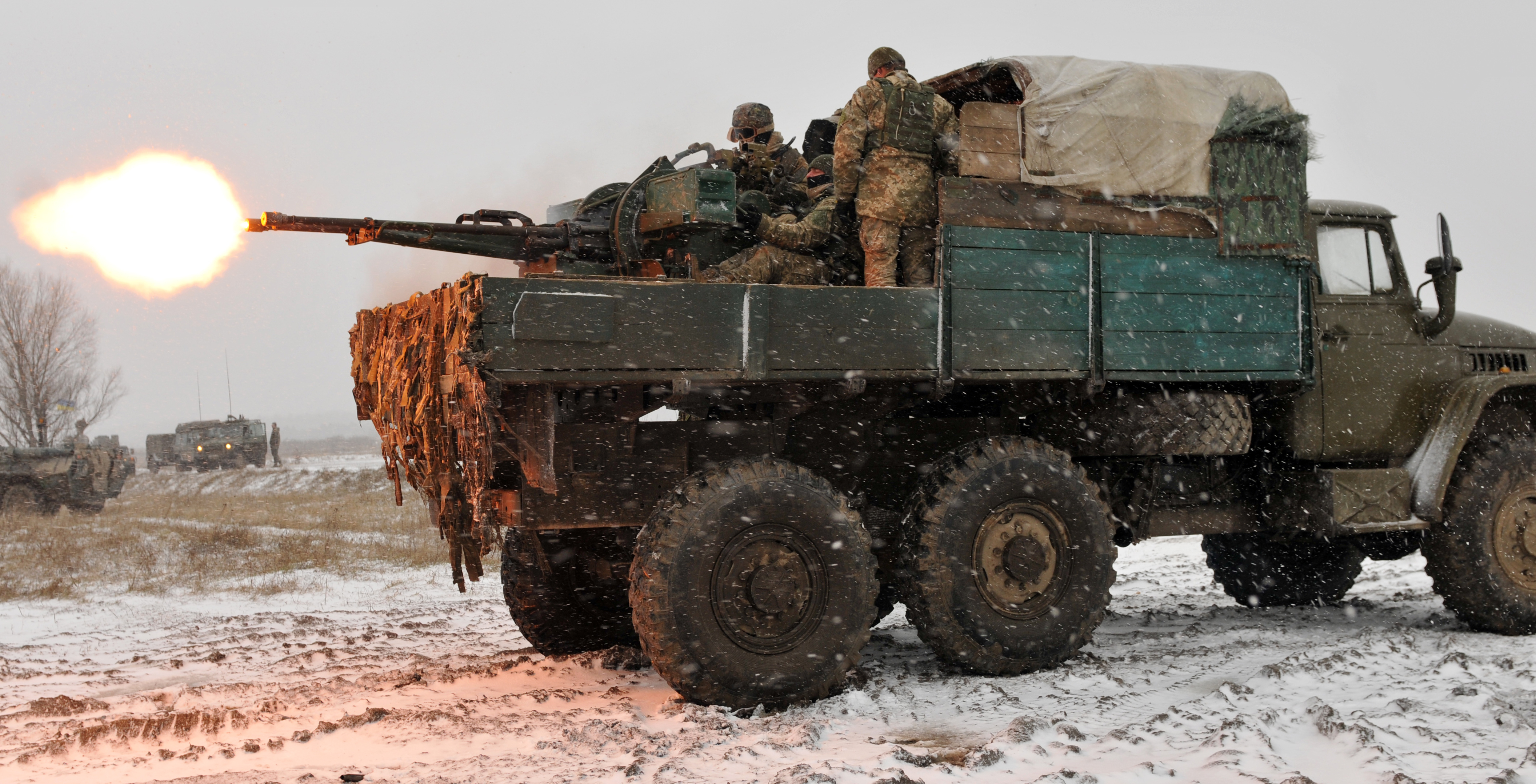
ZU-23-2 monté sur un camion ukrainien.

Sa forte diffusion explique l'utilisation de cette arme dans de nombreux conflits asymétriques :
- Guerre du Liban
- Guerre d'Afghanistan (1979)
- Guerre Iran-Irak
- Guerre du Haut-Karabagh
- Première guerre de Tchétchénie
- Seconde guerre de Tchétchénie
- Guerre d'Afghanistan (2001)
- Guerre civile libyenne
- Guerre civile syrienne
- Guerre du Yémen
- Guerre russo-ukrainienne